# Alter Ego (maxisingle)
Alter Ego es un maxisencillo del grupo musical Aviador Dro, esta vez bajo la denominación Aviador Dro 4000, editado en el año 1992 por el sello "La Fábrica Magnética", bajo la referencia 923FM45.

Contiene el tema "Alter Ego" que no apareció en ningún larga duración del grupo, además de dos remezclas del tema "Trance" de su álbum homónimo Trance.
Su grabación se llevó a cabo en enero de 1992 en los estudios Reactor y producidos por la propia banda y Moncho Campa.

## Lista de canciones
| N.º | Título                  | Escritor(es)       | Duración |  |
| 1.  | «Alter Ego»             | Servando Carballar | 5:47     |  |
| 2.  | «Trance (Versión 2.2)»  | Servando Carballar | 6:40     |  |
| 3.  | «Trance (Versión Warp)» | Servando Carballar | 4:40     |  |